# Родригес, Белен
Мари́я Беле́н Родри́гес Коцца́ни (исп. Maria Belén Rodríguez Cozzani), более известная как Белен Родригес или Белен (род. 20 сентября 1984, Буэнос-Айрес) — аргентинская телеведущая, актриса и модель, живущая и работающая в Италии.

## Биография
Белен Родригес родилась в Буэнос-Айресе в семье Густаво Родригеса и Вероники Коццани, дочери итальянских иммигрантов из города Специя, Лигурия. У неё есть младшие брат Иеремия и сестра Сесилия, которая также работает в Италии моделью, актрисой и танцовщицей. В 2003 году Белен окончила лицей с художественно-гуманитарным уклоном в Буэнос-Айресе, а затем поступила в Университет Буэнос-Айреса на факультет связи и коммуникаций.
Белен начала модельную карьеру в возрасте 17 лет, когда ещё училась в лицее. Кроме родной Аргентины, она работала в Майами и Мексике. В 2005 году Белен переехала в Италию, где работала фотомоделью и ведущей телевизионных программ, таких как «Шутки в сторону», Love Bugs 4 и Sarabanda (итальянский аналог программы Name That Tune).
Дебют Белен на телевидении состоялся в 2007 году на небольшом региональном канале TeleBoario. Позже она была приглашена на канал Rai 3 в качестве соведущей комедийного шоу Tintoria. В июне 2008 года она снялась в фотосессии для немецкого журнала Max, а осенью того же года приняла участие в реалити-шоу L’isola dei famosi на телеканале Rai 2. В августе 2009 года Белен снялась для итальянского журнала Playboy.
В 2009 и 2010 годах Белен снялась в рекламных роликах популярного оператора мобильной связи, где её партнёром был актёр Кристиан Де Сика. В этот же период она занялась дизайном ювелирных изделий.
18 февраля 2010 года на музыкальном фестивале Сан-Ремо Белен спела дуэтом с Тото Кутуньо песню Aeroplani.
В конце 2010 года Белен дебютировала на большом экране, снявшись в главной роли в итальянской комедии «Рождество в Южной Африке».
В феврале 2011 года Белен вместе с Джанни Моранди и Элизабеттой Каналис была ведущей музыкального фестиваля Сан-Ремо-2011. В 2012 году Белен стала соведущей телевизионного шоу талантов Italia’s Got Talent. В том же году она приняла участие в 11-м сезоне танцевального шоу талантов Amici di Maria De Filippi.
В 2012 году Белен была соведущей музыкального фестиваля Сан-Ремо-2012, заменив вместе с Элизабеттой Каналис заболевшую Ивану Мразову.
В начале 2012 года Белен стала новым лицом линии нижнего белья Arthur’s Underwear.

## Бизнес
В 2011 году Белен Родригес представила свою парфюмерную линию: Belén Rodríguez (Gold) и Belén Rodríguez (Eau de Parfum).
В январе 2014 года итальянский еженедельный журнал Il Mondo сообщил что Белен, вместе с сестрой Сесилией, основывают Family Factor, компанию управляющую бизнес-активами семьи Родригес в Италии.

### Личная жизнь
В 2004—2008 годах Белен встречалась с футболистом Марко Боррьелло.
С января 2009 года по апрель 2012 года Белен встречалась с итальянским телеведущим и фотографом Фабрицио Короной.
9 апреля 2013 года Белен родила сына Сантьяго от танцора Стефано Ди Мартино, с которым познакомилась на шоу Amici di Maria De Filippi. 20 сентября 2013 года Белен и Стефано поженились.

### Иск против Google
В 2006 году Белен Родригес оказалась втянутой в судебный процесс против Google. Модель потребовала от корпорации возмещения морального ущерба за индексацию поисковиком порнографических сайтов, размещающих её фотографии.

## Фильмография
| Год  |    | Русское название         | Оригинальное название     | Роль                     |
| ---- | -- | ------------------------ | ------------------------- | ------------------------ |
| 2009 | с  |                          | Cosi fan tutte            | имя персонажа неизвестно |
| 2010 | ф  | Рождество в Южной Африке | Natale in Sudafrica       | Анжела                   |
| 2011 | с  | Комиссар Монтальбано     | Il commissario Montalbano | Долорес Альфано          |
| 2011 | ф  | Я скажу тебе «да»        | Se sei così ti dico sì    | Талита Кортес            |
| 2012 | мф | Гладиаторы Рима          | Gladiatori di Roma        | Диана                    |

## Награды
- 2011 — награда Premio Regia Televisiva в номинации «Телеведущая года»